# 1977年の宝塚歌劇公演一覧
本項目では、1977年の宝塚歌劇公演一覧（1977ねんのたからづかかげきこうえんいちらん）について示す。

## 宝塚大劇場公演
（）内は、作者または演出者名。参考資料は90年史。

### 花組
- 1月1日 - 2月15日
  - 『朱雀門の鬼』（北條秀司、植田紳爾　演出）
  - 『ル・ピエロ』（酒井澄夫）

### 雪組
- 2月18日 - 3月23日
  - 『鶯歌春』（阿古健）
  - 『マンハッタン・ラグ』（小原弘稔）

### 月組
- 3月25日 - 5月10日
  - 『風と共に去りぬ』（長谷川一夫　監修、植田紳爾　脚本・演出）

### 星組
- 5月12日 - 6月28日
  - 『風と共に去りぬ』（長谷川一夫　監修、植田紳爾　脚本・演出）

### 雪組
- 7月1日 - 8月9日
  - 『あかねさす紫の花』（柴田侑宏）
  - 『ザ・レビュー』（内海重典　製作、横澤英雄・岡田敬二・草野旦　構成・演出）

### 花組
- 8月11日 - 9月27日
  - 『宝舞抄』（白井鐡造、大関弘政　演出）
  - 『ザ・レビュー』（内海重典　製作、横澤英雄・岡田敬二・草野旦　構成・演出）

### 月組
- 9月30日 - 11月8日
  - 『わが愛しのマリアンヌ』（高木史朗、大関弘政　演出）
  - 『ボーイ・ミーツ・ガール』（岡田敬二）

### 星組
- 11月11日 - 12月18日
  - 『テームズの霧に別れを』（柴田侑宏）
  - 『セ・マニフィーク』（酒井澄夫）

## 東京公演
（）内は、作者または演出者名。参考資料は90年史。

### 星組
- 3月2日 - 3月28日　東京宝塚劇場
  - 『夕陽のジプシー』（内海重典）
  - 『ハッピー・トゥモロー』（横澤英雄）

### 花組
- 4月1日 - 4月28日　東京宝塚劇場
  - 『朱雀門の鬼』（北條秀司、植田紳爾　脚本・演出）
  - 『ル・ピエロ』（酒井澄夫）

### 月組
- 7月2日 - 7月31日　東京宝塚劇場
  - 『風と共に去りぬ』（長谷川一夫　監修、植田紳爾　脚本・演出）

### 星組
- 8月3日 - 8月30日　東京宝塚劇場
  - 『風と共に去りぬ』（長谷川一夫　監修、植田紳爾　脚本・演出）

### 雪組
- 11月1日 - 11月28日　東京宝塚劇場
  - 『あかねさす紫の花』（柴田侑宏）
  - 『ザ・レビュー』（内海重典　製作、横澤英雄・岡田敬二・草野旦　構成・演出）

### 花組
- 12月3日 - 12月27日　東京宝塚劇場
  - 『宝舞抄』（白井鐡造）
  - 『ザ・レビュー』（内海重典　製作、横澤英雄・岡田敬二・草野旦　構成・演出）

## その他の日本公演
（）内は、作者または演出者名。参考資料は90年史。

### 月組
- 1月19日 - 2月6日　浜松、千葉、木更津、八王子、熊谷、宇都宮、足利、浦和、相場、郡山、青森、八戸、北上、仙台、日立、土浦
  - 『ザ・タカラヅカ』

第1部：『花の宝塚踊り』（白井鐡造）
第2部：『ファンタジー・タカラヅカ』（鴨川清作）

### 星組
- 1月22日・23日　大阪厚生年金会館
  - 『'77タカラヅカ華麗なる世界』（小原弘稔）

### 花組
- 3月3日 - 3月13日　名古屋・中日劇場
  - 『うつしよ桜』（植田紳爾）
  - 『ノバ・ボサ・ノバ』（鴨川清作）

### 雪組
- 4月16日 - 4月26日　御所、和歌山、徳島、高松、松山、丸亀、岡山、倉敷、山口
  - 『星影の人』（柴田侑宏）
  - 『ビバ!タカラジェンヌ』（横澤英雄）

- 4月27日 - 5月8日　福岡市民会館
  - 『星影の人』（柴田侑宏）
  - 『ビバ!タカラジェンヌ』（横澤英雄）

- 5月10日 - 5月14日　伊勢、豊橋、前橋、浜松、富士、清水
  - 『星影の人』（柴田侑宏）
  - 『ビバ!タカラジェンヌ』（横澤英雄）

### 花組
- 6月8日・9日　大阪・毎日ホール
  - 『第14回宝塚フェスティバル』

- 6月11日 - 6月26日　岡山、児島、広島、金沢、七尾、富山、上田、松本、飯田、藤沢、八王子、柏
  - 『うつしよ桜[4]』（植田紳爾）
  - 『ビバ!タカラジェンヌ』（横澤英雄）

### 雪組
- 9月8日 - 9月30日　津山、鳥取、松江、境港、広島、甘木、久留米、長崎、伊万里、佐世保、福山
  - 『星影の人』（柴田侑宏）
  - 『ビバ!タカラジェンヌ』（横澤英雄）

### 花組
- 10月8日 - 10月31日　釧路、帯広、札幌、小樽、苫小牧、室蘭、花巻、仙台、千葉、川越、那覇
  - 『うつしよ桜[4]』（植田紳爾）
  - 『ファンタジー・ベルサイユのばら』（植田紳爾）